# 小林米珂
小林 米珂（こばやし べいか、1863年7月 - 1929年2月10日）は、明治時代に日本に帰化したイギリス人の法律家。ジョージ・ベイカーというアメリカ人牧師として来日したとも言われるが、Joseph Ernest De Beckerの名で日本の性風俗や法律についての著作を出した。小林米珂名義で日本で弁護士登録し、鎌倉海浜院ホテル、日清蓄音器、帝国木製、帝国船舶の取締役のほか、鎌倉で不動産業を営んだ。デベッカー、デベッカ、米河、米加とも。

## 略歴
1863年にニコラ・デベッカー(John William Nicola de Becker)の三男としてロンドンのブラックヒースに生まれ、アメリカ合衆国で法律を学び、1887年（明治20年）に来日。1891年（明治24年）7月29日に神奈川県の平民小林南峰の娘である小林えいと結婚し、日本国籍取得。日本名「小林米珂」を名乗り、妻の実家の久良岐郡中村（現・横浜市南区）に住まう。代言（弁護士）として働くが、当初はモグリのようなことをして当局より注意を受けたこともあったという。1892年には、年収3000円の申告をして納税を申し出、これが帰化人納税の嚆矢となった。
1899（明治32）年6月に、"The Nightless City, or The History of the Yoshiwara Yukwaku"(『不夜城 吉原遊郭の歴史』）を横浜の丸屋（現・丸善）から出版。この初版では著者名を出さず、「社会学の英国人学生（An English Student of Sociology）」としている。のちに名を出し、『日本の性生活』などのタイトルを付加して再版を重ねた。1900年には小林米珂の名で法律翻訳事務所の広告を新聞に出稿。
横浜の山下町で日英法律事務所を営み、1904年（明治37年）には、アメリカ人富豪に身請けされたモルガンお雪の結婚媒酌人を務めた。1907年（明治40年）ごろには鎌倉に住まいを移し、鎌倉海浜院ホテル取締役のほか、鎌倉町材木座（現・鎌倉市由比ヶ浜）に9戸の借家「小林米珂荘」を経営。鎌倉海浜院ホテルは、1906年（明治39年）に横浜在住の外国人の共同出資を受けジョサイア・コンドル設計の増改築をしており、米珂も出資者だったと思われる（戦後米軍接収中に焼失）。由比ヶ浜の賃貸住宅は「米珂屋敷」と通称され、菅虎雄、高浜虚子、大佛次郎らが借家人として暮らした。高浜はのちに原の台（現・鎌倉市由比ガ浜3-8-26）の家を米珂から購入し、自邸とした。米珂屋敷には、借家人の友人である夏目漱石や芥川龍之介、菊池寛などが集い、鎌倉文士サロンの体を成した。
日本での実務経験が認められ、1911年11月にイギリスのミドル・テンプル法曹院に加入。1914年（大正3年）の記録では、日清蓄音器、帝国木製、帝国船舶の取締役としても名を連ねる。シーメンス事件では外国人側弁護士団の一人として参加している。
1928年にはアメリカワシントンD.C.にある法学校National University School of Lawの大学院で日本の法律についての講義ののち名誉学位を授けられた。アメリカから帰国した翌年亡くなり、神戸の外国人墓地に埋葬された。鎌倉寿福寺には「デベッカ家」の墓がある。

## 家族
- 妻：小林えい - 神奈川県平民・小林南峰の娘。1891年に結婚。関東大震災で負傷し、1926年に死亡[1]。
- 妻：エセル・ドロシー
- 娘：マリー・アントワネット（1901-1974）[12] - 鎌倉で生まれ、マニラで育つ。ダグラス・マッカーサーの部下チャールズ・ウィロビーと結婚[1]。なお姉妹夫妻はフロリダ州ネイプルズで隣人として共に引退生活を送った。
- 娘：エディス・フランシス（1902-1981）[13] - ウィリアム・ジョセフ・シーボルド（弁護士で後にマッカーサー側近の外交官となった）と結婚[1]。
- その他、息子にアーネスト(Ernest)、エリク(Eric)[14]がいる。

## 関連文献
- 『デベッカ夫妻の鎌倉』内海孝、おさらぎ選書第22集、大佛次郎記念館刊、2014.5